# Vulliens
Vulliens ist eine politische Gemeinde im Distrikt Broye-Vully des Kantons Waadt in der Schweiz.

## Geographie
Vulliens liegt auf 708 m ü. M., 25 km südwestlich des Bezirkshauptortes Payerne (Luftlinie). Das Dorf erstreckt sich auf einer leicht nach Westen geneigten Hochfläche, zwischen den Tälern von Carrouge und Broye, im Waadtländer Mittelland.
Die Fläche des 6,6 km² grossen Gemeindegebiets umfasst einen Abschnitt des Molassehügellandes zwischen dem Jorat und dem Oberlauf der Broye. Die Nordgrenze bilden das tief in die Molassehöhen eingeschnittene Tal der Broye südlich von Moudon und die Mündung des Carrouge in die Broye. Von hier erstreckt sich der Gemeindeboden südwärts auf den Höhenrücken von Vulliens mit dem Pierravau (696 m ü. M.), der Höhe von Bramafan (768 m ü. M.) und Le Signal (mit 776 m ü. M. der höchste Punkt der Gemeinde). Der Höhenrücken fällt gegen Osten relativ steil zum Broyetal ab, während er sich gegen Westen nur sanft neigt, bevor ein Steilabfall zum Carrougetal erfolgt. Das Erosionstal des Carrouge bildet auf weite Strecken die westliche Abgrenzung von Vulliens. Ganz im Süden reicht das Gemeindegebiet in den Wald Bois de Ban. Von der Gemeindefläche entfielen 1997 4 % auf Siedlungen, 27 % auf Wald und Gehölze, 68 % auf Landwirtschaft und rund 1 % war unproduktives Land.
Zu Vulliens gehören die Weiler Bressonnaz-Dessus (570 m ü. M.) am Hang über dem Broyetal, Sépey (645 m ü. M.), Bramafan (688 m ü. M.) und Champ du Fau (711 m ü. M.), alle auf der Höhe von Vulliens sowie mehrere Einzelhöfe. Nachbargemeinden von Vulliens sind Jorat-Mézières, Vucherens, Syens, Moudon und Chavannes-sur-Moudon im Kanton Waadt sowie Ursy und Rue im Kanton Freiburg.

## Bevölkerung
Mit 646 Einwohnern (Stand 31. Dezember 2023) gehört Vulliens zu den kleinen Gemeinden des Kantons Waadt. Von den Bewohnern sind 94,5 % französischsprachig, 3,4 % deutschsprachig und 0,5 % italienischsprachig (Stand 2000). Die Bevölkerungszahl von Vulliens belief sich 1900 auf 444 Einwohner. Danach wurde durch stetige Abwanderung bis 1970 eine Abnahme auf 266 Einwohner verzeichnet; seither stieg die Bevölkerungszahl wieder deutlich an.

## Wirtschaft
Vulliens war bis in die zweite Hälfte des 20. Jahrhunderts ein vorwiegend durch die Landwirtschaft geprägtes Dorf. Noch heute haben der Ackerbau und die Viehzucht einen wichtigen Stellenwert in der Erwerbsstruktur der Bevölkerung. Weitere Arbeitsplätze sind im lokalen Kleingewerbe und im Dienstleistungssektor vorhanden. Durch den Bau von mehreren Einfamilienhäusern in den letzten Jahrzehnten hat sich das Dorf auch zu einer Wohngemeinde entwickelt. Viele Erwerbstätige sind deshalb Wegpendler, die in den umliegenden grösseren Ortschaften arbeiten.

## Verkehr
Die Gemeinde liegt abseits der grösseren Durchgangsstrassen, ist aber von Moudon leicht erreichbar. Durch die Autobuslinie 62 der Transports publics de la région Lausannoise, die von Lausanne nach Moudon verkehrt, ist Vulliens an das Netz des öffentlichen Verkehrs angebunden.

## Geschichte
Das Gemeindegebiet von Vulliens war schon zur Römerzeit besiedelt, was durch Funde von gallorömischen Gräbern belegt wird. Die erste urkundliche Erwähnung des Ortes erfolgte 1142 unter dem Namen Wilens. Später erschienen die Bezeichnungen Willens (1154), Willeyns (um 1160), Villeins (1184), Vulens (im 12. Jahrhundert), Vulleins (1220), Willayns (1264), Vylliens und Wyliens (1331) sowie Vuilliens und Williens im 14. Jahrhundert. Der Ortsname geht auf den burgundischen Personennamen Willa zurück und bedeutet bei den Leuten des Willa.
Im Mittelalter bildete Vulliens eine bedeutende Herrschaft, zu der auch die Dörfer Carrouge, Mézières, Ropraz und Chapelle (Glâne) gehörten. Einen Teil ihres Besitzes überliessen die Herren von Vulliens im 12. Jahrhundert der neu gegründeten Zisterzienserabtei Haut-Crêt. Im 13. Jahrhundert geriet die Herrschaft unter den Einflussbereich der Savoyer. Durch Erbteilungen verkleinerte sich die Herrschaft Ende des 13. Jahrhunderts und erfuhr anschliessend zahlreiche Besitzerwechsel.
Mit der Eroberung der Waadt durch Bern im Jahr 1536 gelangte Vulliens unter die Verwaltung der Landvogtei Moudon. Nach dem Zusammenbruch des Ancien Régime gehörte das Dorf von 1798 bis 1803 während der Helvetik zum Kanton Léman, der anschliessend mit der Inkraftsetzung der Mediationsverfassung im Kanton Waadt aufging. 1798 wurde es dem Bezirk Oron zugeteilt.

## Sehenswürdigkeiten
Schon 1228 ist eine Pfarrkirche in Vulliens erwähnt. Der heutige Bau hat nur noch wenig mit dem mittelalterlichen Gotteshaus gemeinsam; die einzigen erhaltenen Teile sind zwei Fenster und das Portal aus dem 15. Jahrhundert. Das aus dem 18. Jahrhundert stammende Château du Sépey, ein ehemaliger Herrensitz, besitzt einen Turm aus dem 12. Jahrhundert. Es war zeitweise Wohnsitz des Malers Eugène Burnand.